# Operacje elementarne
Operacje elementarne – blisko powiązane ze sobą przekształcenia układów równań liniowych i macierzy.

## Układy równań liniowych
Następujące operacje elementarne przekształcają dany układ w układ do niego równoważny, czyli układ o tym samym zbiorze rozwiązań co wyjściowy:
- dodanie do równania innego równania pomnożonego przez liczbę,
- zamiana dwóch równań miejscami,
- pomnożenie równania przez liczbę różną od zera (w ogólności: odwracalną).

Jeśli układ {\displaystyle (V)} powstaje z układu {\displaystyle (U)} w wyniku jednej z powyższych operacji, to za ich pomocą można otrzymać także układ {\displaystyle (U)} z układu {\displaystyle (V){:}} efekt zamiany dwóch równań miejscami można znieść zamieniając je jeszcze raz, z kolei odwrócenie trzeciej operacji wymaga mnożenia przez odwrotność danej liczby; jeśli {\displaystyle (V)} otrzymano z {\displaystyle (U)} w wyniku dodania do {\displaystyle i}-tego równania {\displaystyle j}-tego równania pomnożonego przez ustaloną liczbę, to {\displaystyle (U)} otrzymuje się z {\displaystyle (V)} poprzez dodanie do {\displaystyle i}-tego równania {\displaystyle j}-tego równania pomnożonego przez liczbę przeciwną do ustalonej. Dlatego do wykazania równoważności układów wystarczy wykazanie, że ciąg {\displaystyle s_{i}} będący rozwiązaniem układu {\displaystyle (U)} jest również rozwiązaniem {\displaystyle (V).} Ponieważ dowolne równanie {\displaystyle (V)} jest postaci {\displaystyle aU_{i}+bU_{j}} (jest kombinacją {\displaystyle U_{i}} oraz {\displaystyle U_{j}}), gdzie {\displaystyle U_{i},U_{j}} są równaniami układu {\displaystyle U,} zaś {\displaystyle a,b} są dowolnymi liczbami, to każde rozwiązanie {\displaystyle s_{i}} spełniające równania {\displaystyle U_{i},U_{j}} spełnia również {\displaystyle aU_{i}+bU_{j}.}

## Macierze
Powyższym trzem operacjom elementarnym na układzie równań liniowych odpowiadają w zapisie macierzowym operacje elementarne na wierszach macierzy:
- dodanie do dowolnego wiersza innego wiersza pomnożonego przez liczbę,
- zamiana miejscami dwóch wierszy,
- pomnożenie dowolnego wiersza przez liczbę różną od zera (w ogólności: element odwracalny).

Analogicznie definiuje się operacje elementarne na kolumnach.
Operacjom elementarnym na ustalonej macierzy {\displaystyle \mathbf {A} } stopnia {\displaystyle n} odpowiadają macierze konkretnej postaci, nazywane macierzami elementarnymi – każdą z tych macierzy można uzyskać poprzez wykonanie operacji elementarnej na macierzy jednostkowej. Mnożenie macierzy {\displaystyle \mathbf {A} } z lewej strony przez macierz elementarną odpowiada wykonaniu operacji elementarnej na wierszach {\displaystyle \mathbf {A} ,} z kolei mnożenie prawostronne daje w wyniku macierz powstałą po wykonaniu operacji elementarnej na jej kolumnach. W ten sposób poszczególnym operacjom odpowiadają
- macierz {\displaystyle \mathbf {E} _{ij}(c)=[e_{rs}],\ {}} gdzie
{\displaystyle e_{rs}={\begin{cases}c,&{\text{dla }}\ r=i,s=j,\\1,&{\text{dla }}\ r=s,\\0,&{\text{wpp.}};\end{cases}}}
- macierz {\displaystyle \mathbf {T} _{ij}=[t_{rs}],\ {}} gdzie
{\displaystyle t_{rs}={\begin{cases}1,&{\text{dla }}\ r=s\neq i,j\ {\text{ lub }}\ r=i,s=j\ {\text{ lub }}\ r=j,s=i,\\0,&{\text{wpp.}};\end{cases}}}
- macierz {\displaystyle \mathbf {I} _{i}(c)=[i_{rs}],\ {}} gdzie
{\displaystyle i_{rs}={\begin{cases}c,&{\text{dla }}\ r=s=i,\\1,&{\text{dla }}\ r=s\neq i,\\0,&{\text{wpp.}}\end{cases}}}

Przykładowe macierze elementarne dla operacji elementarnych na macierzach czwartego stopnia przy mnożeniu lewostronnym (działania na wierszach) – pomnożenie trzeciego wiersza przez {\displaystyle -2} i dodanie do drugiego (macierz {\displaystyle \mathbf {E} _{23}(-2)}), zamiana miejscami pierwszego i drugiego wiersza (macierz {\displaystyle \mathbf {T} _{12}}), pomnożenie trzeciego wiersza przez {\displaystyle 4} (macierz {\displaystyle \mathbf {I} _{3}(4)}):
{\displaystyle \mathbf {E} _{23}(-2)={\begin{bmatrix}1&0&0&0\\0&1&-2&0\\0&0&1&0\\0&0&0&1\end{bmatrix}};\quad \mathbf {T} _{12}={\begin{bmatrix}0&1&0&0\\1&0&0&0\\0&0&1&0\\0&0&0&1\end{bmatrix}};\quad \mathbf {I} _{3}(4)={\begin{bmatrix}1&0&0&0\\0&1&0&0\\0&0&4&0\\0&0&0&1\end{bmatrix}}.}
Dla każdej z tych macierzy istnieje macierz odwrotna odwracająca działanie danej operacji elementarnej, są to odpowiednio:
macierz {\displaystyle \mathbf {E} _{ij}(-c)} dla macierzy {\displaystyle \mathbf {E} _{ij}(c),}
macierz {\displaystyle \mathbf {T} _{ij}} dla macierzy {\displaystyle \mathbf {T} _{ij},}
macierz {\displaystyle \mathbf {I} _{i}(1/c)} dla macierzy {\displaystyle \mathbf {I} _{i}(c).}
Istnieją trzy rodzaje kwadratowych macierzy elementarnych: macierz permutacji, macierz diagonalna, macierz unipotentna. Niekiedy zamiast oznaczeń {\displaystyle \mathbf {E} _{ij}(c),\,\mathbf {T} _{ij},\,\mathbf {I} _{i}(c)} stosuje się bardziej zunifikowane symbole, odpowiednio {\displaystyle \mathbf {E} _{ij}(c),\,\mathbf {E} _{ij},\,\mathbf {E} _{i}(c).}

## Własności
Operacje elementarne na wierszach nie zmieniają jądra macierzy (co oznacza, że nie zmieniają zbioru rozwiązań opisywanego przez nią układu), zatem zachowują jej rząd wierszowy, ale zmieniają jej obraz. Dualnie operacje elementarne na kolumnach zachowują obraz, czyli zachowują rząd kolumnowy, ale zmieniają jądro macierzy. Istota tych operacji tkwi w tym, że generują one pełną grupę liniową macierzy odwracalnych.
Każdą macierz {\displaystyle \mathbf {A} } można przekształcić do postaci schodkowej mnożąc ją przez iloczyn macierzy elementarnych {\displaystyle \mathbf {E} _{ij}(c),\mathbf {T} _{ij}} (tzn. za pomocą pierwszych dwóch operacji elementarnych) oraz do postaci schodkowej zredukowanej mnożąc ją przez iloczyn macierzy elementarnych {\displaystyle \mathbf {E} _{ij}(c),\mathbf {T} _{ij},\mathbf {I} _{i}(c)} (tzn. za pomocą wszystkich operacji elementarnych) – mnożenie macierzy odpowiada przyłożeniu i składaniu operacji. Spostrzeżenia te wykorzystuje się w metodzie eliminacji Gaussa i jej rozwinięciu – metodzie eliminacji Gaussa-Jordana.
Ponieważ rzędy wierszowy i kolumnowy są sobie równe, to w ogólności operacje elementarne zachowują rząd macierzy – jego wyznaczenie polega częstokroć na sprowadzeniu macierzy do dogodnej postaci (zwykle schodkowej bądź schodkowej zredukowanej), z której odczytanie rzędu nie nastręcza trudności.
W przypadku macierzy kwadratowych operacje elementarne na macierzy można wykorzystać do przyspieszenia obliczania wyznaczników (poprzez wygenerowanie dużej liczby zer w rozwinięciu Laplace’a). Ponieważ
{\displaystyle \det \mathbf {E} _{ij}(c)=1,\quad \det \mathbf {T} _{ij}=-1,\quad \det \mathbf {I} _{i}(c)=c,}
to na podstawie twierdzenia Cauchy’ego dla dowolnej zgodnej macierzy {\displaystyle \mathbf {A} {:}}
- dodanie do dowolnego wiersza/kolumny innego wiersza/kolumny pomnożonej przez liczbę nie zmienia wyznacznika,
{\displaystyle \det \mathbf {E} _{ij}(c)\mathbf {A} =\det \mathbf {A} \mathbf {E} _{ij}(c)=\det \mathbf {A} ,}
- zamiana miejscami dwóch wierszy/kolumn zmienia znak wyznacznika na przeciwny,
{\displaystyle \det \mathbf {T} _{ij}\mathbf {A} =\det \mathbf {A} \mathbf {T} _{ij}=-\det \mathbf {A} ,}
- pomnożenie dowolnego wiersza/kolumny przez liczbę różną od zera (element odwracalny) mnoży wyznacznik przez tę liczbę,
{\displaystyle \det \mathbf {I} _{i}(c)\mathbf {A} =\det \mathbf {A} \mathbf {I} _{i}(c)=c\det \mathbf {A} .}